# Parachernes loeffleri
Parachernes loeffleri är en spindeldjursart som beskrevs av Beier 1959. Parachernes loeffleri ingår i släktet Parachernes och familjen blindklokrypare. Inga underarter finns listade i Catalogue of Life.